# Église de Cormontreuil
L'église de Cormontreuil est une église romane construite au XIIe siècle, située dans la Marne.

## Historique

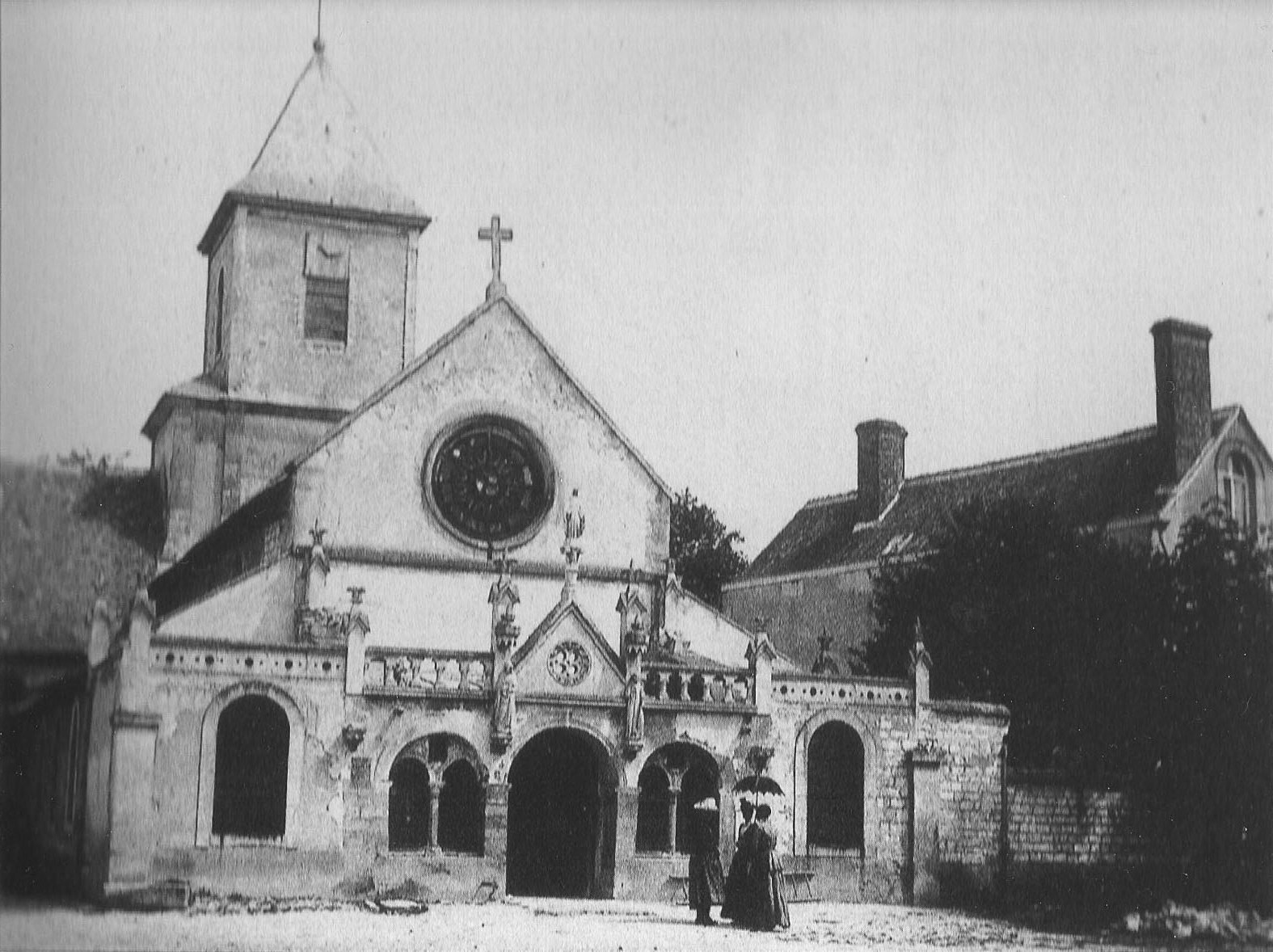
L'église avec sa rosace et son porche champenois.

L’église, d’architecture romane, date du XIIe siècle. Elle est dédiée à saint André.

## Architecture
Elle fut fondée en 1159 par Louis VII et financée par l'abbesse de Saint-Pierre-les-Dames, à l'époque la nef n'avait que quatre travées et un porche triple et elle était de style roman. Il ne reste plus que l'abside et la nef de cette époque. L'ancien porche de type champenois fut détruit pour allonger la nef de deux travées et certaines colonnes du porche furent intégrées à l'entrée de la maison du curé, en face de l'entrée nord.
Elle n'eut une autonomie et un curé dédié qu'à partir de 1686. Avant, elle dépendait de la paroisse Saint-Jean de Reims. Les vitraux des bas-côtés sont de Roger Tourte et Jacques Grüber. Ils représentent les béatitudes et furent placés là, en 1933, en souvenir des morts de la Première Guerre mondiale. L'église contient aussi des stèles aux morts des deux Guerres Mondiales. La Grande Guerre avait endommagé le transept sud et la deuxième a détruit le vitrail du transept nord.

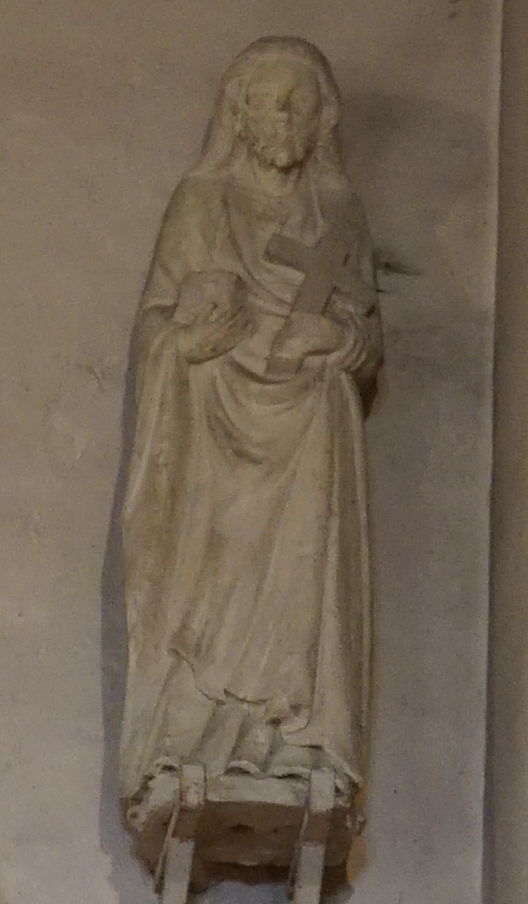
La statue d'André.
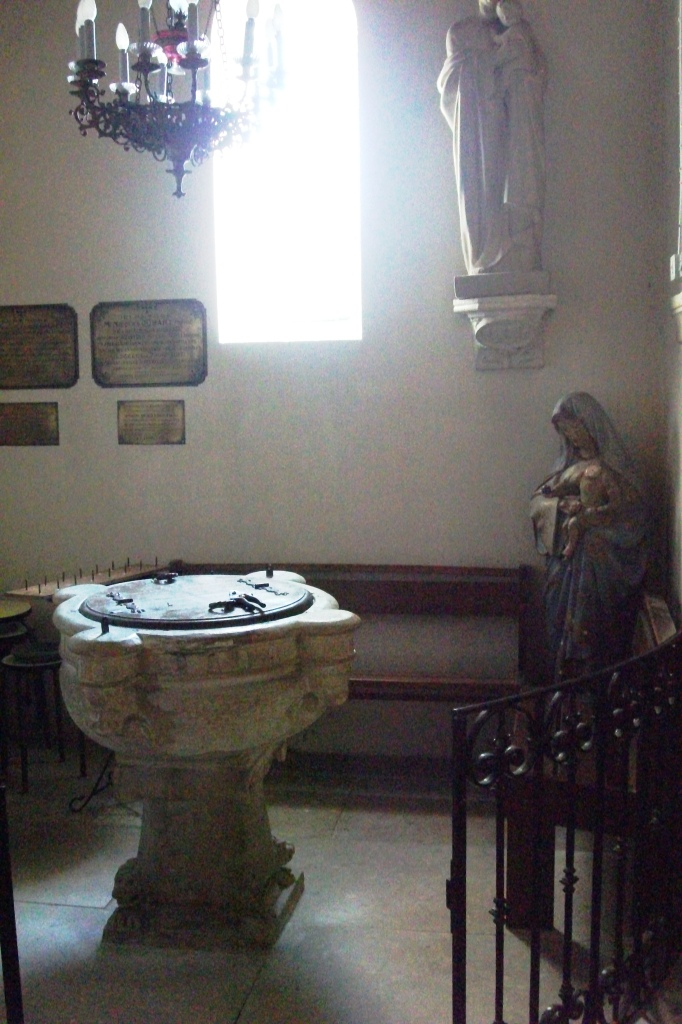
Les fonts baptismaux.
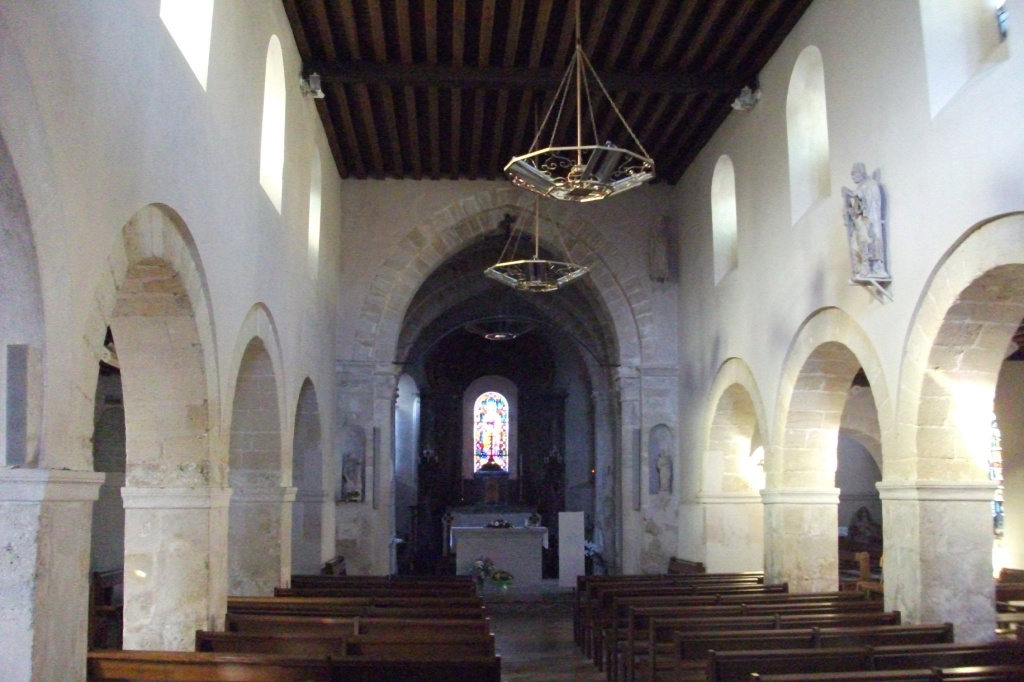
Abside, nef, statues d'André, Marie et Hubert.
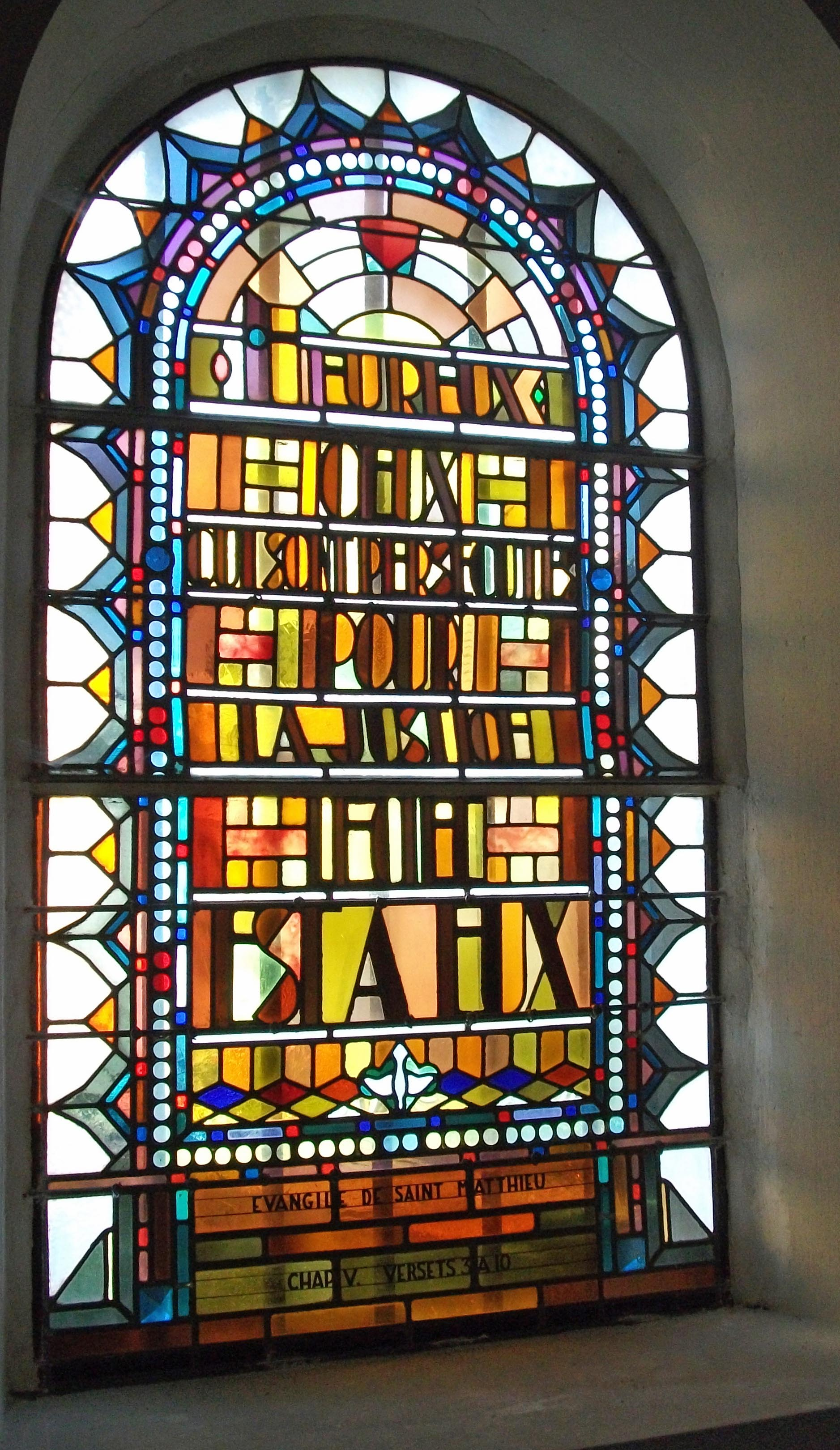
Un vitrail de Grüber.
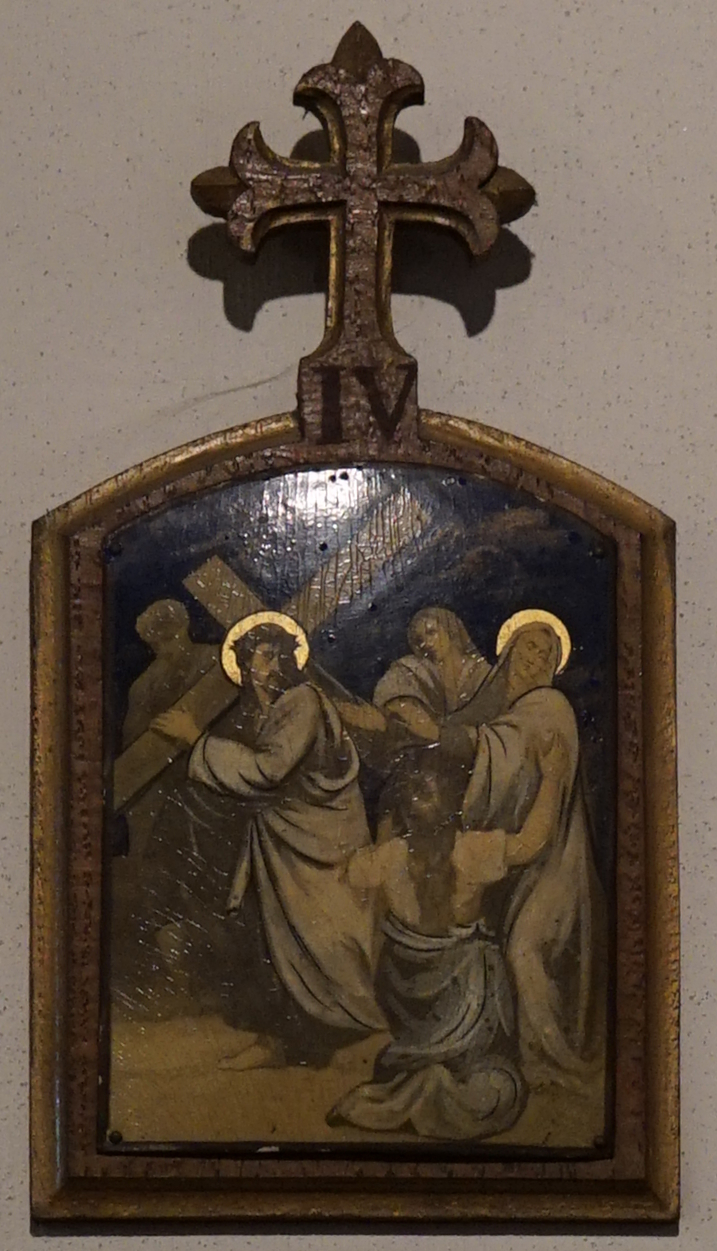
Chemin de croix.

Le chœur était fermé par une grille dont il reste une sorte de poutre de gloire. C'est en 1971 que fut modifié le chœur pour répondre aux modifications de Vatican II, à cette occasion, un autel en pierre de savonnière est placé à la croisée des transepts et le tableau de saint André est replacé dans la chapelle du transept sud. 
La municipalité remplace les anciennes verrières blanches par des vitraux, ceux de l'abside, puis celui du transept sud.

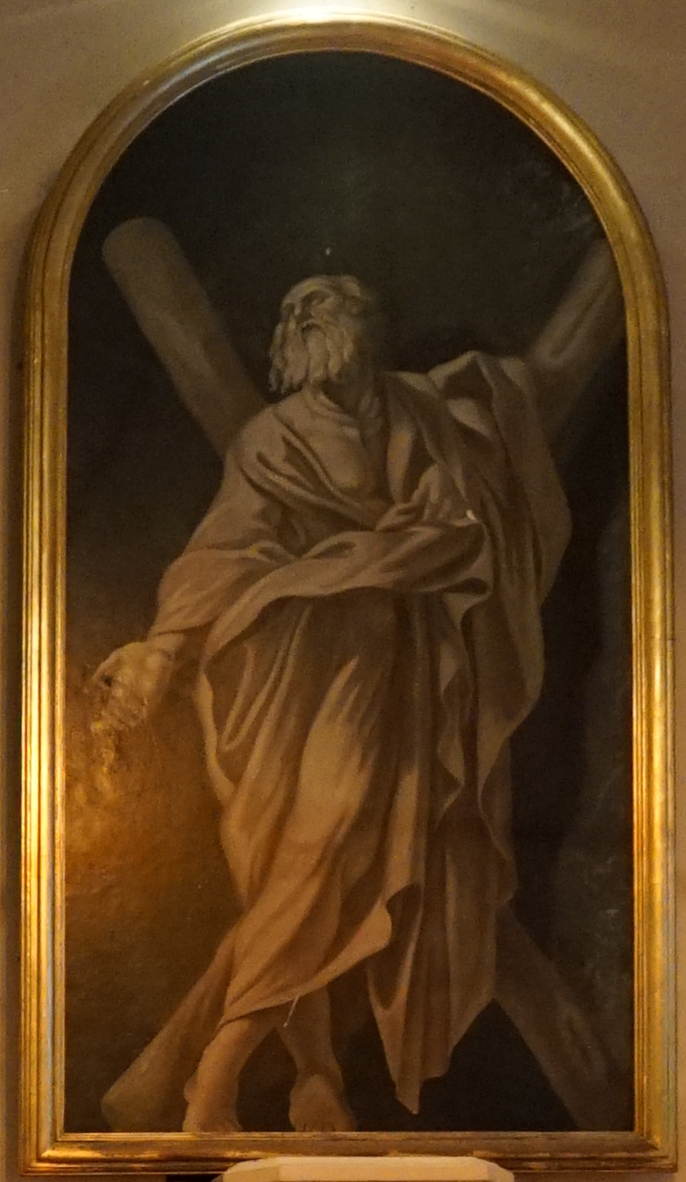
André par Nicolas Perseval.